# Sherwood Villa
Sherwood Villa var en civil parish från 1858 till 1894 då den blev en del av Newton St. Cyres, i grevskapet Devon, i England. Civil parish var belägen 6 km från Exeter och hade 5 invånare år 1891.